# Abdoul Mbaye
Abdoul Mbaye (Dakar, 13 aprile 1953) è un politico e banchiere senegalese, Primo ministro del Senegal dal 5 aprile 2012 al 1º settembre 2013..

## Biografia
Ha studiato in Senegal all'università di Dakar e in Francia all'Università della Sorbona e HEC Paris.
Nel 1976 viene assunto alla Banca Centrale dell' Africa occidentale come economista presso il Dipartimento di ricerca, è Stato nominato dal Presidente del Senegal Abdou Diouf nel 1982 Presidente e amministratore delegato della Banca di edilizia abitativa del Senegal, rimanendo a capo dell'istituto fino al 1990.
È stato Presidente dell'Unione Economica e Monetaria dell'Africa occidentale e Presidente dell'associazione professionale delle banche e istituti finanziari del Senegal.

## Primo Ministro del Senegal
A seguito delle elezioni parlamentari del 2012, il 3 aprile il Presidente del Senegal Macky Sall lo nomina Primo Ministro, carica che ricopre formalmente dal 5 aprile 2012 al 1º settembre 2013.